# Toxoderella fortnumi
Toxoderella fortnumi es una especie de mantis de la familia Toxoderidae.

## Distribución geográfica
Se encuentra en Australia.